# الکساندر فون اشتاوفنبرگ
الکساندر فرانز کلمنس ماریا شنک گراف فون اشتاوفنبرگ (به آلمانی: Alexander Franz Clemens Maria Schenk Graf von Stauffenberg)(۱۵ مارس ۱۹۰۵، در اشتوتگارت – ۲۷ ژانویه ۱۹۶۴، در مونیخ) اشرافزاده و مورخ آلمانی بود. برادر دوقلوی او برتولد شنک گراف فون اشتاوفنبرگ و برادر کوچکترش کلاوس شنک گراف فون اشتاوفنبرگ از رهبران کودتای ۲۰ ژوئیه علیه هیتلر در سال ۱۹۴۴ بودند.